# 대구이곡초등학교
대구이곡초등학교는 대한민국 대구광역시 달서구 이곡동에 있는 공립 초등학교이다. 교목은 느티나무이며, 교화는 장미이다.

## 역사
- 1997년 9월 1일 대구이곡초등학교 개교
- 1998년 2월 20일 제1회 졸업 (총 26명)
- 2002년 3월 1일 대구성곡초등학교 분리(1269명)
- 2003년 1월 25일 사이버 학습실 구축
- 2006년 10월 18일 꿈자람도서관 개관
- 2009년 8월 28일 영어체험관 개관
- 2010년 2월 5일 이곡체육관 개관
- 2011년 3월 1일 제7대 임정희 교장 부임
- 2012년 2월 16일 제15회 졸업 218명 (총3741명)
- 2012년 3월 2일 34학급 편성 (총 재적수 892명), 입학생 124명
- 2013년 2월 14일 제16회 졸업 181명(총 3,922명)
- 2013년 3월 1일 33학급 편성 (총 재적수 771명), 입학생 88명
- 2014년 2월 14일 제17회 졸업 154명 (총4076명)
- 2014년 3월 1일 제8대 김남원 교장 부임
- 2014년 3월 3일 33학급 편성 (총 재적 수 734명), 입학생 136명
- 2015년 3월 2일 31학급 편성 (총 재적 수 696명), 입학생 96명
- 2016년 3월 1일 26학급 편성
- 2017년 2월 15일 제20회 졸업 124명(총 4,453명)
- 2017년 3월 1일 25학급 편성
- 2017년 8월 31일 학교환경공사(석면천장교체, LED조명교체, 교실내부벽면도색,화장실 부분보수)
- 2017년 9월 1일 제9대 박성호 교장 부임
- 2019년 2월 1일 제22회 졸업 99명(총 4,552명)

## 통학 구역
- 달서구 이곡1동 4통, 7통12반중 1244, 1244-1, 1244-3~6, 1246~1246-6,  8통13~14반, 9통10반중 1301-1,2, 10통～12통(성서동서화성타운), 13통(성서3차동서타운), 29통
- 달서구 용산2동 10통～11통(성서1차영남우방), 15통～16통(성서2차영남우방)

## 참고 자료
- 대구이곡초등학교 - 한국교육학술정보원 학교알리미